# Independence (Kalifornia)
Independence – jednostka osadnicza w USA, w stanie Kalifornia. Jest siedzibą władz hrabstwa Inyo. Położone jest w pobliżu pasma górskiego Sierra Nevada i szczytu Mount Williamson.